# Итурьяса, Бернардо де
Бернардо де Итурьяса (исп. Bernardo de Iturrizarra y Mansilla; 1608, Эскарай, Риоха, Испания — 1678, Лима) — испанский судья и колониальный чиновник. Как президент Аудиенции Лимы дважды занимал пост вице-короля Перу в 1666—1667 и 1672—1674 годах.
Получил образование в университете Алькала, там он изучал гражданское и церковное право. После окончания университета он продолжил преподавание в университете.
Затем он продолжил карьеру в аудиенции Лимы, в 1647 году он был назначен на должность алькальда уголовного права, а в 1652 году он стал судьёй в аудиенции. В конце концов, он занял пост президента аудиенции.
После смерти в 1666 году вице-короля Диего де Бенавидеса он на временной основе занимал пост вице-короля Перу до прибытия в колонию Педро Антонио Фернандеса де Кастро. После смерти Фернандеса де Кастро он вновь на временной основе стал вице-королём Перу приблизительно с декабря 1672 по август 1674 до прибытия Бальтасара де ла Куэва Энрикеса.